# Hideji Oda
Hideji Oda (jap. 小田 ひで次, Oda Hideji; * 1962 in Hachimantai, Präfektur Iwate, Japan) ist ein japanischer Manga-Zeichner.

## Biografie
Nachdem er drei Jahre an einer Designschule studiert hatte, sandte Hideji Oda 1991 seine Arbeiten an das Manga-Magazin Afternoon und gewann daraufhin den Shiki-Preis, den Nachwuchspreis des Magazins. 1992 veröffentlichte er sein erstes Werk als professioneller Zeichner, das erste Kapitel der Serie Kakusan (übersetzt „Diffusion“), in Afternoon. Der Kōdansha-Verlag brachte die in Afternoon erstveröffentlichten Kapitel später auch in zwei Büchern heraus. Der jugendliche Protagonist in Kakusan löst sich ins Nichts auf und reist unsichtbar durch die Welt, auf der Suche nach der Ursache des Auflösens. Wegen der äußerst detailliert ausgearbeiteten Zeichnungen erschien die Serie nicht, wie üblich, jeden Monat im Magazin, sondern nur ein- bis zweimal im Jahr und endete so erst 1998. Zudem hatte Oda neben der Arbeit an Kakusan einen Job als Masseur.
Von 2000 bis 2001 erschien seine zweite Manga-Serie Coo no Sekai („Coos Welt“) in Afternoon, im Gegensatz zu Kakusan monatlich. Darin beschreibt Oda in 430 Seiten ein Mädchen, das in seinen Träumen seinen toten Bruder wiedertrifft, der dort unter einem anderen Namen bekannt ist und seine Schwester nicht zu kennen scheint. Das Mädchen kann nach einiger Zeit nicht mehr zwischen Traum und Realität unterscheiden. 2004 erschien beim Akita-Shoten-Verlag ein Spinoff zu Coo no Sekai, Miyori no Mori, über ein Mädchen, das im Traum einen Wald betritt und dort unter anderem auf Geister trifft. Oda zeichnet für das Magazin Mystery Bonita derzeit an einer Fortsetzung von Miyori no Mori. Der Animator Nizo Yamamoto soll den Fantasy-Manga demnächst als Anime-Fernsehserie verfilmen.
Sein Werk wird auch in Belgien, Großbritannien, Italien, Taiwan und Spanien verlegt. Ende 2005 erschien sein Buch Yume no Kūchi als Teil der La Nouvelle Manga-Bewegung in sechs Sprachen gleichzeitig.

## Werke
- Kakusan (拡散), 1992–1998
- Coo no Sekai (クーの世界, Kū no Sekai), 2000–2001
- Kinpira (きんぴら), 2003
- Miyori no Mori (ミヨリの森), seit 2004
- Yume no Kūchi (夢の空地), 2005